# Margarita Rosa de Francisco
Margarita Rosa de Francisco (Cáli, 8 de  agosto de 1965) é uma atriz colombiana. Ficou famosa no Brasil após a exibição da novela Café com Aroma de Mulher onde interpretou a personagem Gaivota.
Em 1997, recebeu o prêmio de melhor atriz de longa-metragem latino no Festival de Gramado por sua atuação em Ilona llega en la lluvia.

## Filmografia
- Garcia (2010)....Amália
- Kdabra (2009)... Ana
- L'homme de chevet (2009) .... Lucia
- Del amor y otros demonios (2009) .... Marquesa
- Capadocia (2008) .... Mercedes Mejía
- Mientras haya vida (2007) .... Maria
- Floricienta (2006)
- Adiós (2006) .... Ana Elisa
- Fidel (2002)   .... Naty Revuelta
- La Caponera (2000) .... Bernarda Cutiño 'La Caponera'
- La Madre (1998) .... María Luisa Caicedo de Suárez Bernal
- Hombres (1997) .... Antonia Miranda
- Ilona llega con la lluvia (1996) .... Ilona Grabowska
- Café com aroma de mulher (1994) .... Teresa Suárez 'Gaivota'/ Carolina Oliveira
- Brigada central 2: La guerra blanca (1993) .... Marina Valdés
- Puerta grande (1993) .... Paloma
- Calamar (1990) .... Claramanta
- Los pecados de Inés de Hinojosa(1988) .... Juanita de Hinojosa
- Gallito Ramírez (1986) .... Mencha Lavalle
- Tacones (1981)

## Ligações Externas
- Margarita Rosa de Francisco. no IMDb.

1. ↑  online, Quem (26 de agosto de 2022). «Lembra dela? Atriz de 'Café com Aroma de Mulher' exibe boa forma». Quem. Consultado em 8 de abril de 2025
2. ↑  AdoroCinema (31 de janeiro de 2022). «Café com Aroma de Mulher: Como está o elenco da novela original após 27 anos; remake é sucesso na Netflix». AdoroCinema. Consultado em 8 de abril de 2025